# Biblioteca Braille del Japó
La Biblioteca Braille del Japó (en japonès, 日本点字図書館, Nippon Tenji Toshokan) és una biblioteca privada especial de Tòquio (Japó), especialitzada en aquelles persones que no poden llegir el material estàndard imprès, o per aquells que fan recerca en el camp de la pèrdua o problemes de visió. La Biblioteca Braille del Japó és una de les major i més antigues biblioteques especialitzades en la ceguesa del Japó.
La col·lecció de la biblioteca inclou aproximadament 81.000 llibres en Braille (uns 23.000 títols), 210.000 llibres orals (24.000 títols), i diversos documents referents a la ceguesa i al mètode de lectura Braille.
La biblioteca també ofereix un servei de transcripció Braille, un servei d'impressió Braille, serveis de gravació, serveis de llibreria digital, programes d'aprenentatge d'ordinadors, de Braille, i servei de vent d'uns 1.200 productes per a la ceguesa.